# مادلين ميرلو
مادلين ميرلو هي مغنية مؤلفة كندية، ولدت في 9 فبراير 1994.

## وصلات خارجية
- الموقع الرسمي
- مادلين ميرلو على موقع IMDb (الإنجليزية)
- مادلين ميرلو على موقع ميوزك برينز (الإنجليزية)